# SC Bewegung XX
Der SC Bewegung XX, ab 1934 Brigittenauer Assoziationsfußballklub (BAK), war ein österreichischer Fußballverein aus der Wiener Brigittenau im XX. Wiener Gemeindebezirk. Der Klub nahm von 1922 bis 1946 insgesamt 22 Saisonen lang fast ununterbrochen an der zweithöchsten österreichischen Spielklasse, der Zweiten Klasse beziehungsweise II. Liga teil.

## Geschichte
Der SC Bewegung XX wurde 1913 ins Leben gerufen und beteiligte sich nach Ende des Ersten Weltkrieges an der Meisterschaft. Bereits 1922 konnte durch den zweiten Platz hinter dem SV Donau Wien in der 3. Klasse Ost der Aufstieg in die 2. Klasse geschafft werden. In diesem Zusammenhang wurde auch der neue Bewegung-XX-Platz neu ausgebaut und im April mit einem 1:4 gegen Erstligist Wiener Sport-Club eröffnet. Die Brigittenauer Bewegungsspieler konnte gleich von Anfang an um den Aufstieg in die Erste Klasse mitspielen, in der Saison 1922/23 wurde man Zweiter hinter dem SK Slovan Wien, 1923/24 Dritter. Nicht geringen Anteil an dieser erfolgreichen Entwicklung hatte Friedrich Gschweidl, der später zu den wichtigsten Spielern des Wunderteams zählen sollte.
Als man 1924 die Einführung des Professionalismus für die ersten beiden Spielstufen beschloss, wählte Bewegung XX zwar den Gang in die höchste Amateur-Liga, nachdem man dort allerdings einen Aufstiegsplatz erreichte, wählte man die Rückkehr in die II. Liga und wurde sofort zu einem Dauerbrenner der zweiten Spielstufe. Der Verein nahm bis zur Saison 1936/37 ununterbrochen an dieser Liga teil, erreichte in der Saison 1934/35 mit dem undankbaren zweiten Platz das beste Ergebnis. Mittlerweile hatte man sich auch im April 1934 den neuen Namen Brigittenauer AK beigelegt. Dem Abstieg 1937 folgte der umgehende Wiederaufstieg 1938. Der BAK musste schließlich 1942 eine Spielgemeinschaft mit dem SV Eis Wien eingehen um weiterhin den Spielbetrieb aufrechterhalten zu können. So strich man 1943/44 gar einen weiteren zweiten Platz hinter dem SK Admira Wien ein. 
Nach Ende des Zweiten Weltkrieges folgte in der Saison 1945/46 allerdings der Abstieg in die Drittklassigkeit, der baldige Ausstieg aus der Meisterschaft war die Folge.

## Erfolge
- 22 × Zweitligateilnahme: 1923–1924; 1926–1937; 1939–1946 (2. Platz 1923, 1934, 1944)